# Unsere Mütter, unsere Väter
Unsere Mütter, unsere Väter (Onze moeders, onze vaders) is een driedelige Duitse televisieserie uit 2013 over de Tweede Wereldoorlog. Het is een productie van het ZDF en teamWorx Television & Film GmbH. De regisseur Stefan Kolditz schuwt niet om de schaduwzijde van de Wehrmacht te laten zien.

## Verhaal
De serie vertelt het verhaal van vijf gewone Duitsers van rond de twintig, opgegroeid in dezelfde buurt, meegezogen in de waanzin van de tijd tussen 1941 en 1945. Wilhelm, Friedhelm, Greta, Viktor en Charlotte nemen afscheid van elkaar en beloven elkaar eeuwige vriendschap. De vijf vrienden uit Berlijn hebben elk hun eigen kijk op de Tweede Wereldoorlog en ze raken er ieder op hun eigen manier bij betrokken.

## Cast
- Volker Bruch: Wilhelm Winter
- Tom Schilling: Friedhelm Winter
- Katharina Schüttler: Greta Müller
- Ludwig Trepte: Viktor Goldstein
- Miriam Stein: Charlotte
- Mark Waschke: Dorn
- Christiane Paul: Lilija
- Sylvester Groth: Hiemer
- Henriette Richter-Röhl: Hildegard
- Götz Schubert: Dr. Jahn
- Bernd Michael Lade: Feldwebel Krebs

## Opmerkingen
De Poolse ambassadeur heeft bij het ZDF geklaagd dat de leden van de Armia Krajowa, een verzetsbeweging tijdens de Duitse bezetting in Polen, niet veel beter worden afgeschilderd dan de nazi's.

## Verspreiding
Tot december 2013 was de serie aan 82 landen verkocht, en was daarmee een van de grootste export-successen van de Duitse filmindustrie van de laatste jaren. In de Verenigde Staten ging de serie op 15 januari 2014 onder de titel "Generation War" als bioscoopfilm in première, en werd op 24 november 2014 bekroond met de Emmy Award in de categorie tv-films/miniseries.